# The Elder Scrolls IV: Shivering Isles
『The Elder Scrolls IV: Shivering Isles』(ジ・エルダー・スクロールズ・フォー・シヴァリング・アイルズ) は、ロールプレイングゲーム『The Elder Scrolls IV: Oblivion』の2つ目の拡張パック。なお、日本のPlayStation 3版とXbox 360版は、The Elder Scrolls IV: Oblivion Game of the Year Editionに同梱されており、『Shivering Isles』だけをDLCとして購入することはできない。

## 内容
デイドラの1人であるシェオゴラスが支配するオブリビオンの領域の1つ、シヴァリング・アイルズという世界が舞台であり、30〜40時間ほどの新たなクエストが繰り広げられる。
シヴァリング・アイルズの領域は、大きく2つに分かれている。1つは明るくカラフルで、色彩豊かな「マニア」。もう1つは暗く、陰鬱で閉塞感のある「デメンシャ」。シヴァリング・アイルズの東海岸近くには、首都で唯一の都市「ニュー・シェオス」が存在する。
都市の3分の1は「ブリス」と呼ばれ、マニアを象徴するエリアであり、もう3分の1は「クルーシブル」として、デメンシャを象徴している。残りの3分の1は、両方の要素を半々で分けた「宮殿地区」である。
この島々は、各時代の終わりに起こる「グレイマーチ」と呼ばれる出来事によって脅かされており、シェオゴラスの命によって主人公が島々を破壊から救わなければならない。

## 評価
『Shivering Isles』は概ね好評を得た。レビュー収集サイトMetacriticでは、Xbox 360版が86点という評価を受けている。